# تیغ‌پشت بی‌دم
تیغ‌پشت بی‌دم(نام علمی: Tenrec ecaudatus) نام یک گونه از تیره تیغ‌پشت است.